# 成都银行
成都银行（英語：BANK OF CHENGDU；上交所：601838）是中华人民共和国的一家城市商业银行。
目前，成都银行注册资金32.5亿元，在岗员工5000余名，下辖重庆、西安、广安、资阳、眉山、内江、南充、宜宾、乐山、德阳、阿坝11家分行和30家直属支行（部）、180余家营业网点。

## 历史
1996年12月30日，在成都市44家城市信用社机构（含成都市城市信用联社及下属7个办事处、36个城市信用社）基础上组建而成的四川省第一家城市商业银行——成都城市合作银行成立挂牌。组建时注册资本3.08亿元。
1998年,成都城市合作银行更名为成都市商业银行。
2000年1月31日,受中国人民银行请求，接收因流动性危机而被关停的成都汇通城市合作银行（由一批西南财经大学学者于1986年10月14日创立，是1949年后中国首批试办的民营金融机构）。
2001年12月，获准在成都市远郊的温江，新都，都江堰，大邑，邛崃设立支行。2005年11月，又在青白江、龙泉驿、彭州设立支行。
2008年10月28日，经中国银行业监督管理委员会批准，由成都市商业银行更名为成都银行，标志着该行开始由地方性银行向区域性银行、全国性银行发展。同年，马来西亚丰隆银行收购成都银行20%策略性股权。
2009年10月29日，在广安设立分行，是首个成都市外的分行。
2010年3月28日，重庆分行开业，这也是四川省地方银行首个省外分行。
2011年9月23日，西安分行开业。
2018年1月31日，成都银行在上海证券交易所主板上市，成为四川省首家上市银行、也是第8家在A股上市的城市商业银行。